# Ma-11
La Ma-11 o carretera de Sóller (antigua C-711) es una carretera insular de Mallorca que va de Palma de Mallorca a Sóller, pasando por Son Sardina, Palmañola y Buñola.
Tiene un túnel que atraviesa el monte de Alfábia y que se llama túnel de Sóller. Era de peaje hasta que se eliminó en 2017. La construcción del mismo se hizo famosa por el caso de corrupción en el que se vio envuelto el entonces presidente balear Gabriel Cañellas: el Caso Túnel de Sóller.
La carretera pasaba anteriormente por el Coll de Sóller, pero con la construcción del túnel se disminuyó considerablemente el tiempo de la duración del trayecto.
La gestión y el mantenimiento de esta carretera corresponden al Consejo Insular de Mallorca.

## Galería

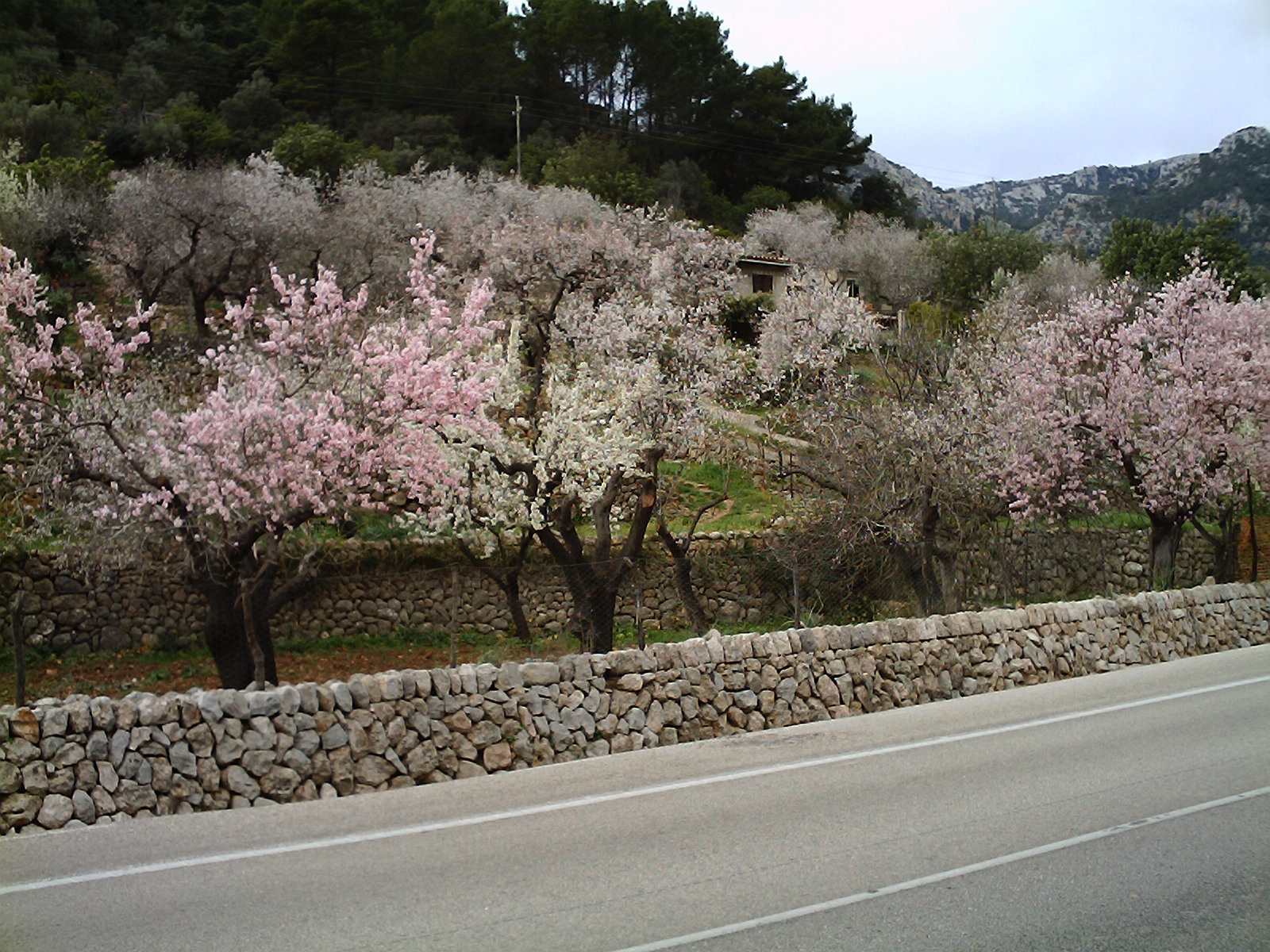
Almendros junto a la carretera de Sóller.
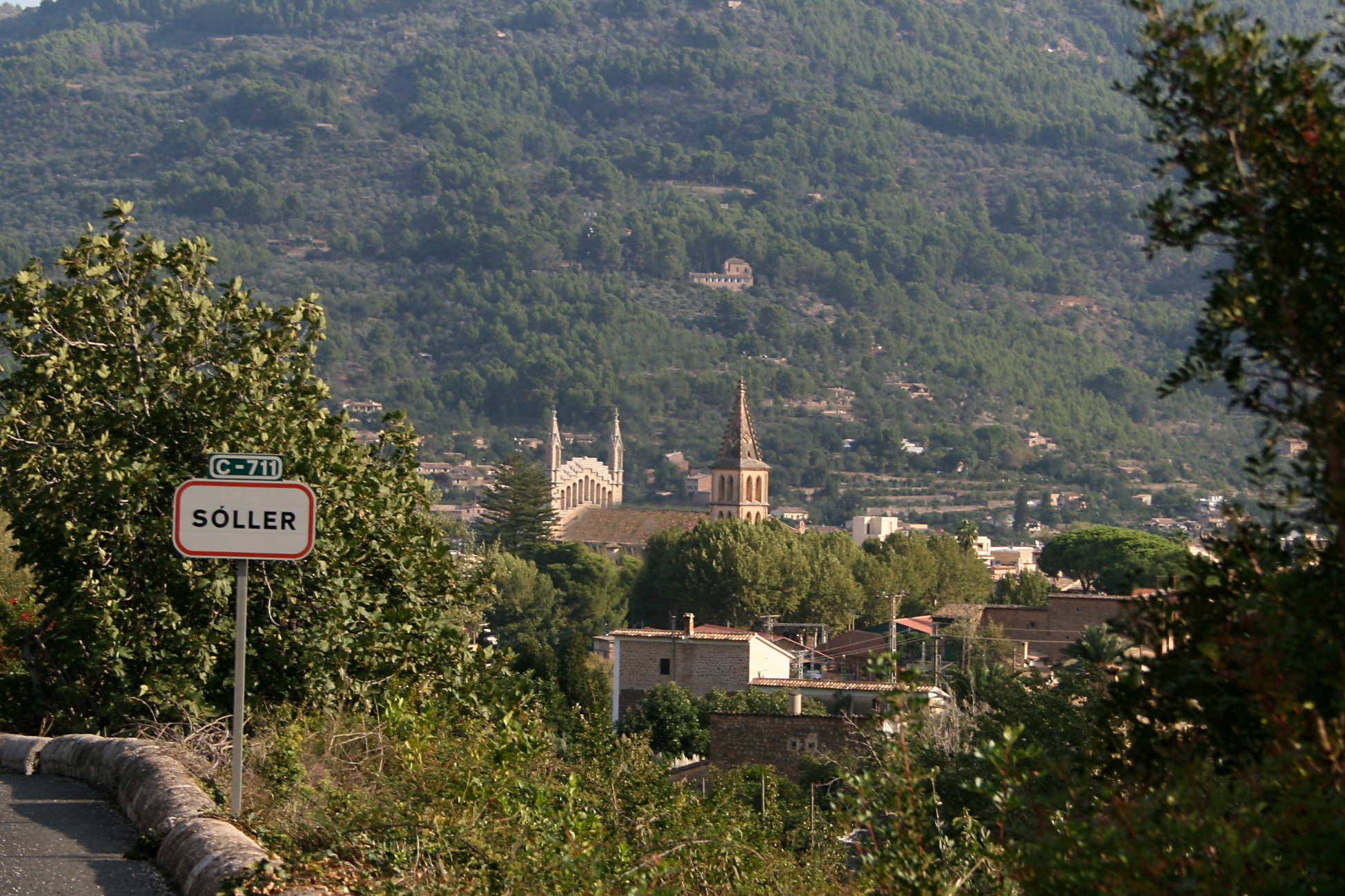
La Ma-11 al inicio de la localidad que da nombre a la vía.
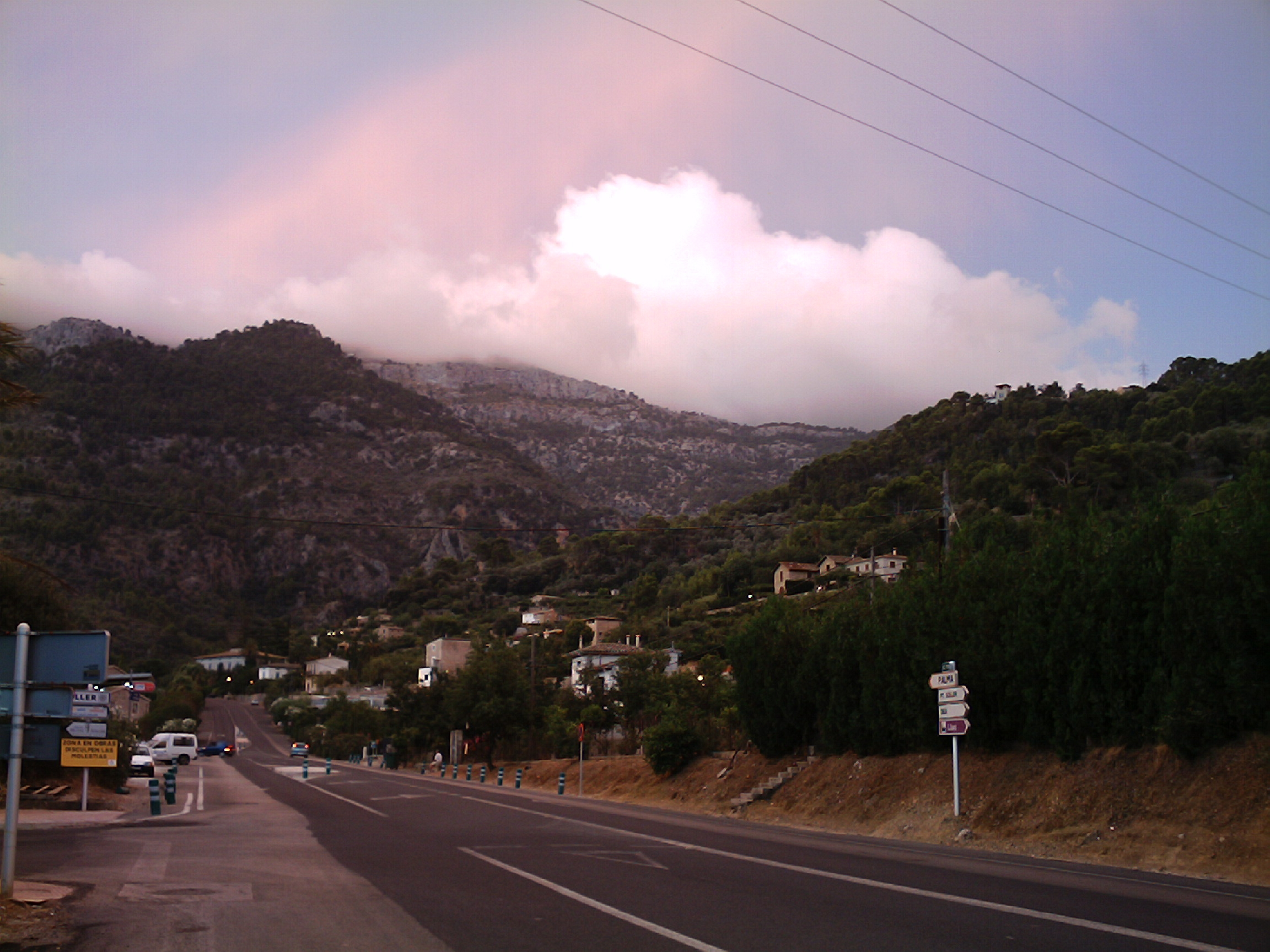
Enlace de las carreteras Ma-11 y la Ma-10.
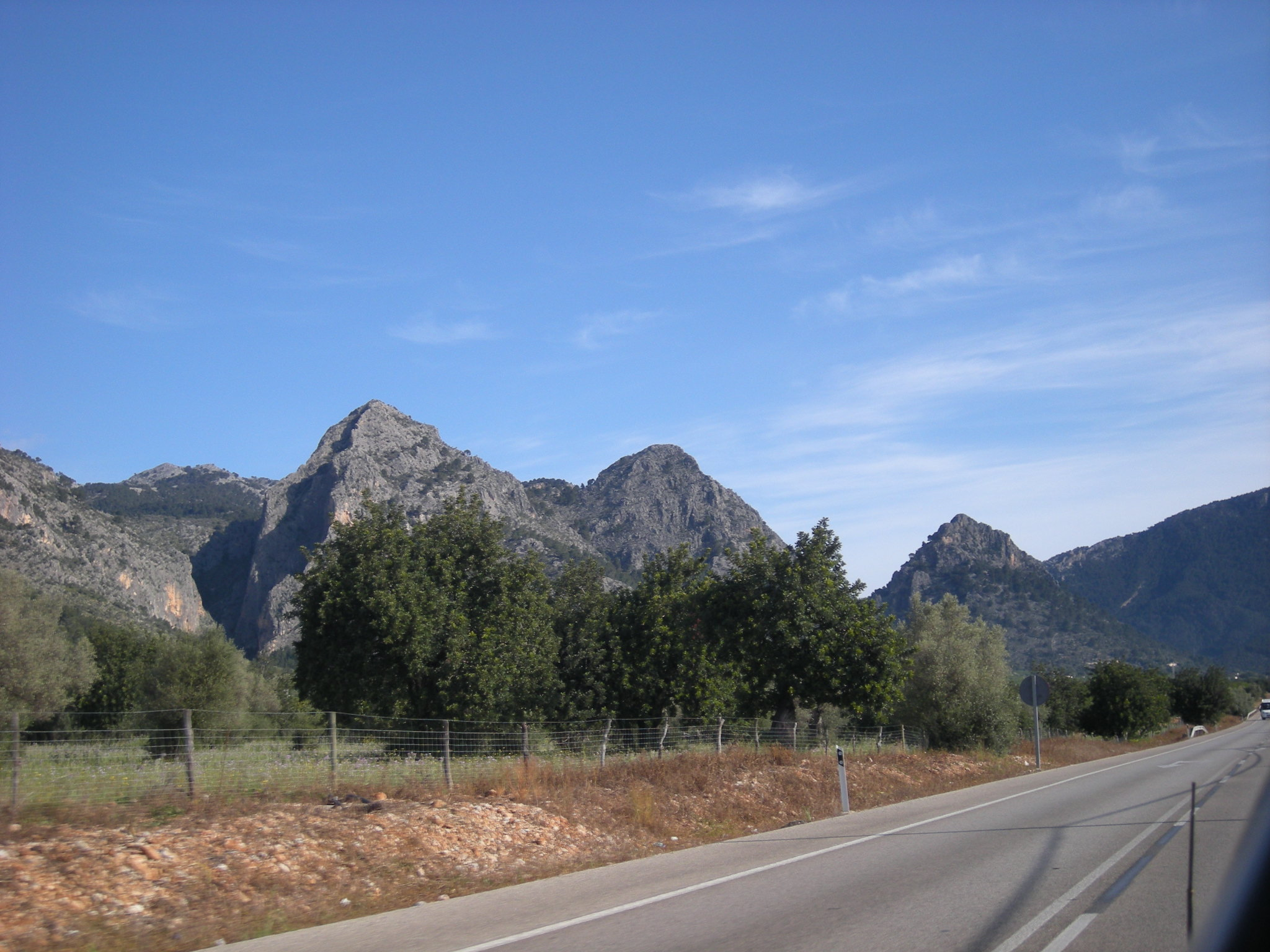
Carretera de Sóller. Al fondo, la Gubia, el Puig de Son Nasi y el Puig de Son poc (de izquierda a derecha).